# Trichosteleum le-testui
Trichosteleum le-testui là một loài rêu trong họ Sematophyllaceae. Loài này được P. de la Varde mô tả khoa học đầu tiên năm 1928.